# سیارک ۹۵۰۳
سیارک ۹۵۰۳ (به انگلیسی: 9503 Agrawain، نامگذاری:2180T-2) نه هزار و پانصد و سومین سیارک کشف شده‌است که در ۲۹ سپتامبر ۱۹۷۳ کشف شد.
قدر مطلق سیارک برابر ۱۳٫۱۰ است.